# Ben Ellwood
Ben Ellwood, né le 12 mars 1976 à Canberra, est un ancien joueur australien de tennis professionnel.

## Carrière
Il finit no 1 mondial en double junior avec Mark Philippoussis et 3e en simple en 1994.
Il remporte en simple le tournoi junior de l'Open d'Australie 1994.
Il réalise en 1994 un petit Chelem junior en double (l'Open d'Australie et Wimbledon avec Mark Philippoussis et l'US Open avec Nicolás Lapentti)
Il a remporté les tournois Challenger de Bristol et de Manchester.
Il atteint la finale en double au Tournoi de Delray Beach en 2002 avec David Adams mais ils s'inclinent face à Martin Damm et Cyril Suk.
Il atteint les quarts de finale en double à l'US Open 1999 avec Michael Tebbutt.

## Palmarès

### Finale en double messieurs
| No | Date       | Nom et lieu du tournoi                          | Catégorie   | Dotation  | Surface    | Vainqueurs            | Partenaire  | Score             |  |
| -- | ---------- | ----------------------------------------------- | ----------- | --------- | ---------- | --------------------- | ----------- | ----------------- |  |
| 1  | 04-03-2002 | International Tennis Championships Delray Beach | Int' Series | 375 000 $ | Dur (ext.) | Martin Damm Cyril Suk | David Adams | 6-4, 65-7, [10-5] |  |

## Parcours dans les tournois duGrand Chelem

### En simple
| Année | Open d'Australie | Open d'Australie | Internationaux de France | Internationaux de France | Wimbledon       | Wimbledon | US Open         | US Open  |
| ----- | ---------------- | ---------------- | ------------------------ | ------------------------ | --------------- | --------- | --------------- | -------- |
| 1995  | 1er tour (1/64)  | F. Santoro       | —                        | —                        | —               | —         | —               | —        |
| 1996  | 2e tour (1/32)   | G. Raoux         | —                        | —                        | —               | —         | 1er tour (1/64) | J. Novák |
| 1997  | 1er tour (1/64)  | G. Ivanišević    | —                        | —                        | 1er tour (1/64) | D. Flach  | —               | —        |

N.B. : à droite du résultat se trouve le nom de l'ultime adversaire.

### En double
| Année | Open d'Australie                 | Open d'Australie        | Internationaux de France  | Internationaux de France | Wimbledon                    | Wimbledon               | US Open                  | US Open              |
| ----- | -------------------------------- | ----------------------- | ------------------------- | ------------------------ | ---------------------------- | ----------------------- | ------------------------ | -------------------- |
| 1995  | 1er tour (1/32) M. Philippoussis | P. Annacone T. Ho       | —                         | —                        | —                            | —                       | —                        | —                    |
| 1996  | 1er tour (1/32) G. Doyle         | M. Knowles D. Nestor    | —                         | —                        | —                            | —                       | —                        | —                    |
| 1997  | 1er tour (1/32) P. Tramacchi     | K. Thorne J. Waite      | —                         | —                        | 1er tour (1/32) P. Tramacchi | N. Broad P. Norval      | —                        | —                    |
| 1998  | 1er tour (1/32) P. Tramacchi     | W. Arthurs A. Kratzmann | —                         | —                        | —                            | —                       | —                        | —                    |
| 1999  | 1/8 de finale G. Doyle           | J. Björkman P. Rafter   | —                         | —                        | —                            | —                       | 1/4 de finale M. Tebbutt | M. Bhupathi L. Paes  |
| 2000  | 1/8 de finale M. Tebbutt         | N. Marques T. Vanhoudt  | 1er tour (1/32) A. Prieto | W. Black A. Kratzmann    | 1/8 de finale W. Arthurs     | D. Adams J.-L. de Jager | —                        | —                    |
| 2001  | 1er tour (1/32) A. Kitinov       | M. Knowles B. MacPhie   | 2e tour (1/16) P. Hanley  | N. Kulti M. Llodra       | 2e tour (1/16) W. Arthurs    | M. Rosset M. Safin      | 2e tour (1/16) S. Lareau | J. Eagle A. Florent  |
| 2002  | 1er tour (1/32) S. Draper        | W. Black K. Ullyett     | 1er tour (1/32) N. Healey | M. Llodra F. Santoro     | 1er tour (1/32) N. Healey    | B. Bryan M. Bryan       | 2e tour (1/16) P. Hanley | W. Ferreira R. Leach |

N.B. : le nom du ou de la partenaire se trouve sous le résultat ; le nom des ultimes adversaires se trouve à droite.